# Devendra
Devendra là một chi nhện trong họ Zoropsidae. Chi này được miêu tả năm 1967 bởi Lehtinen.

## Các loài
- Devendra pardalis (Simon, 1898)
- Devendra pumilus (Simon, 1898)
- Devendra seriatus (Simon, 1898)